# Arnsburger

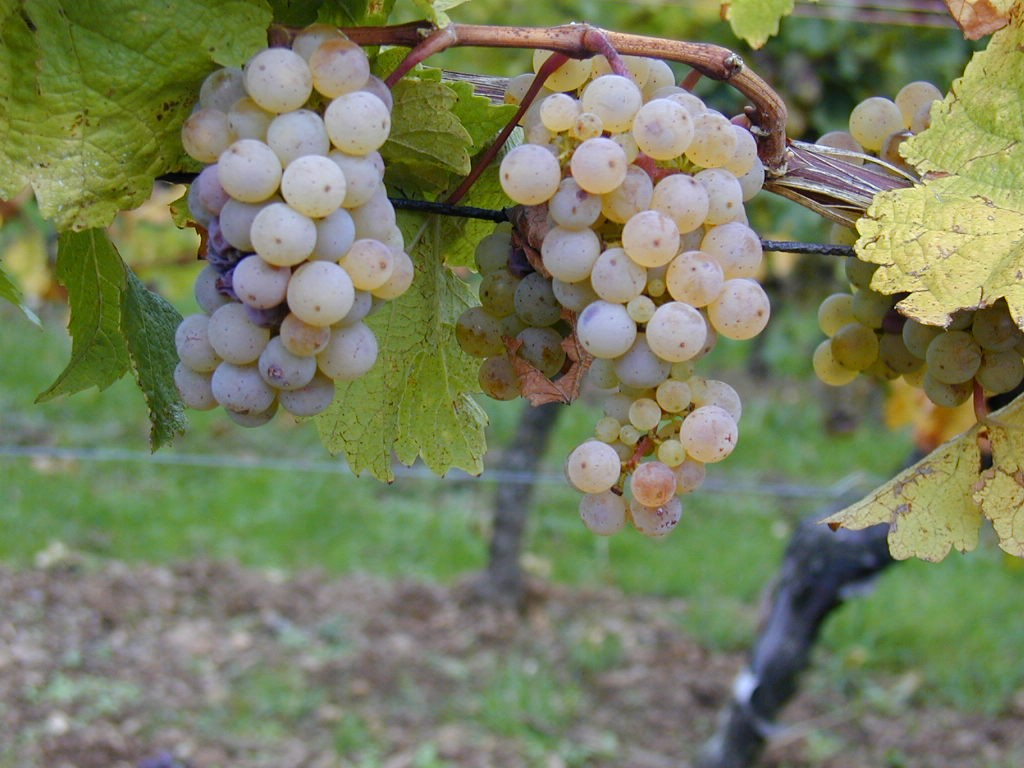
Wit druivenras

De Arnsburger is een witte druivensoort uit de wijnstreek Rheinhessen in Duitsland.
Het is ook bekend onder de synoniemen Arns Burguer, Arnsburguer en Geisenheim 22-74.

## Geschiedenis
Deze druif werd voor het eerst in 1939 bij zijn ontstaan beschreven door Heinrich Birk, die werkzaam was bij het Geisenheim Instituut in de Rheingau. Het is een kruising tussen twee Riesling-klonen en wel de Riesling 88GM en de Riesling 64GM. In 1984 werd deze variëteit geregistreerd. De naam is een verwijzing naar de wijnbouwtraditie van de orde van de Cisterciënzers, die in het Arnsburg klooster in Wetterau ten noorden van Frankfurt am Main leefden en werkten.      

## Kenmerken
De bloei is redelijk vroeg en resulteert uiteindelijk in grote trossen druiven, die een dikke schil hebben. De opbrengst is hoog, met lage suikergehaltes en een hoge zuurgraad.
De hoge opbrengst en hoge zuurgraad maken de wijn geschikt als basis voor goedkope  mousserende wijnen.

## Gebieden
Het succes is niet groot geweest, want in Duitsland is nog maar slechts 3 hectare beplant.
In het noorden van het Portugese eiland Madeira komt deze druif ook voor en wel op 14 hectare, maar omdat het veel warmer is, ontbreekt het de wijn daar aan frisheid. Ten slotte wordt in Nieuw-Zeeland vanaf 2007 ook geprobeerd dit ras nieuw leven in te blazen.       